# Languedoc-Roussillon
Languedoc-Roussillon a fost una dintre cele 26 regiuni ale Franței de până la reorganizarea teritorială din anul 2014. Capitala regiunii era orașul Montpellier, iar regiunea cuprindea 5 departamente. La 1 ianuarie 2016 Languedoc-Roussillon și regiunea vecină Midi-Pirinei au devenit o singură entitate teritorială, numită Occitania.

## Istoric
Regiunea a fost locuită de triburi celtice în antichitate, iar în 118 î.Hr. romanii înființează prima colonie de pe teritoriul Galiei numită Narbo Martius în jurul căreia ia ființă provincia Gallia Narbonensis. Iulius Cezar a fost proconsul al regiunii și a inițiat cucerirea Galiei de aici. 
La începutul secolului al V-lea regiunea este ocupată de vandali și ulterior de vizigoți care formează un regat în zonă. În secolul VIII regiunea este cucerită de către mauri și ulterior Carol cel Mare o cucerește și o include în Regatul Aquitaniei sub administrarea Conților de Toulouse. În restul Evului Mediu, regiunea este influențată de conții de Roussillon, vorbitori de limba catalană iar în 1271 provincia Languedoc este incorporată în Regatul Franței. În 1659, prin Tratatul Pirineilor, regiunea Roussillon este atașată Regatului Franței. 
După Revoluția Franceză din 1789, are loc organizarea în departamente, iar în anii 60 se înființează regiunea actuală. Inițial această construcție administrativă părea fragilă deoarece departamentele erau mai atașate de alte orașe ca Marsilia și Toulouse, însă odată cu venirea a peste 25.000 de repatriați din Algeria franceză importanța reședinței regiunii a crescut semnificativ.

## Geografia
Două elemente sunt caracteristice regiunii: o zonă litorală de-a lungul Mării Mediterane și o zonă muntoasă în partea de vest și nord ce cuprinde Munții Pirinei și Masivul Central. 

## Economia
Datorită climatului însorit, economia se bazează foarte mult pe turism și pe agricultură.